# Boronia ramosa
Boronia ramosa là một loài thực vật có hoa trong họ Cửu lý hương. Loài này được (Lindl.) Benth. mô tả khoa học đầu tiên năm 1863.